# Buse Savaşkan
Buse Savaşkan (* 24. Februar 1999 in Nord-Nikosia) ist eine türkische Leichtathletin, die sich auf den Hochsprung spezialisiert hat.

## Sportliche Laufbahn
Erste internationale Erfahrungen sammelte Buse Savaşkan im Jahr 2016, als sie bei den erstmals ausgetragenen Jugendeuropameisterschaften in Tiflis mit übersprungenen 1,75 m in der Qualifikation ausschied. Auch bei den U23-Europameisterschaften 2019 im schwedischen Gävle verpasste sie mit 1,68 m den Finaleinzug. Im Jahr darauf belegte sie bei den Balkan-Hallenmeisterschaften in Istanbul mit 1,75 m den fünften Platz und bei den Freiluftmeisterschaften in Cluj-Napoca wurde sie mit derselben Höhe Sechste. 2021 gewann sie bei den Balkan-Hallenmeisterschaften in Istanbul mit 1,80 m die Bronzemedaille und gelangte bei den Balkan-Meisterschaften in Smederevo mit 1,74 m auf Rang 14, ehe sie bei den U23-Europameisterschaften in Tallinn ohne eine Höhe in der Qualifikationsrunde ausschied. Im Jahr darauf gelangte sie bei den Balkan-Hallenmeisterschaften in Istanbul mit 1,80 m auf Rang acht und bei den Freiluftmeisterschaften im Juni in Craiova belegte sie mit 1,80 m den fünften Platz, ehe sie bei den Mittelmeerspielen in Oran mit 1,84 m ebenfalls Fünfte wurde. Daraufhin belegte sie bei den Islamic Solidarity Games in Konya mit 1,82 m den vierten Platz. 2023 wurde sie bei der 1. Liga der Team-Europameisterschaft im Rahmen der Europaspiele in Chorzów mit 1,87 m im A-Finale, ehe sie bei den Balkan-Meisterschaften in Kraljevo mit 1,89 m die Bronzemedaille hinter der Rumänin Daniela Stanciu und Panagiota Dosi aus Griechenland gewann. Im Jahr darauf belegte sie bei den Balkan-Hallenmeisterschaften in Istanbul mit 1,80 m den vierten Platz und siegte im Mai mit 1,92 m bei den Balkan-Meisterschaften in Izmir. Kurz darauf gelangte sie bei den Europameisterschaften in Rom mit 1,86 m auf Rang zehn, ehe sie im August bei den Olympischen Sommerspielen in Paris mit 1,86 m im Finale auf Rang zehn gelangte.
2025 schied sie bei den Halleneuropameisterschaften in Apeldoorn mit 1,85 m in der Qualifikationsrunde aus. 
In den Jahren 2020 und von 2022 bis 2024 wurde Savaşkan türkische Meisterin im Hochsprung im Freien sowie 2021 und 2022 in der Halle.